# Oleksandr Kolessa

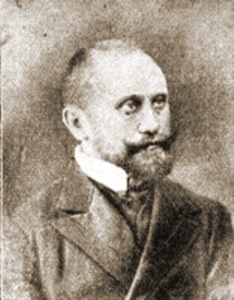
Oleksandr Kolessa

Oleksandr Mychailowytsch Kolessa (ukrainisch Олександр Михайлович Колесса; * 12. April 1867 in Chodowice, Galizien, Österreich-Ungarn; † 23. Mai 1945 in Prag, Tschechoslowakei) war ein ukrainischer Literaturwissenschaftler, Ethnograph, Linguist und Politiker.

## Leben
Oleksandr Kolessa kam im Dorf Chodowice, dem heutigen Chodowytschi im Rajon Stryj der ukrainischen Oblast Lwiw zur Welt.
Nachdem er 1888 in Stryj sein Abitur gemacht hatte, studierte er an der Universität Lemberg ukrainische und slawische sowie klassische Philologie. Außerdem studierte er an den Universitäten von München und Freiburg im Breisgau und promovierte 1894 bei Vatroslav Jagić an der Universität Wien zum Dr. phil. Ein Jahr später habilitierte er in ukrainischer Sprache und Literatur an der Czernowitzer Universität.

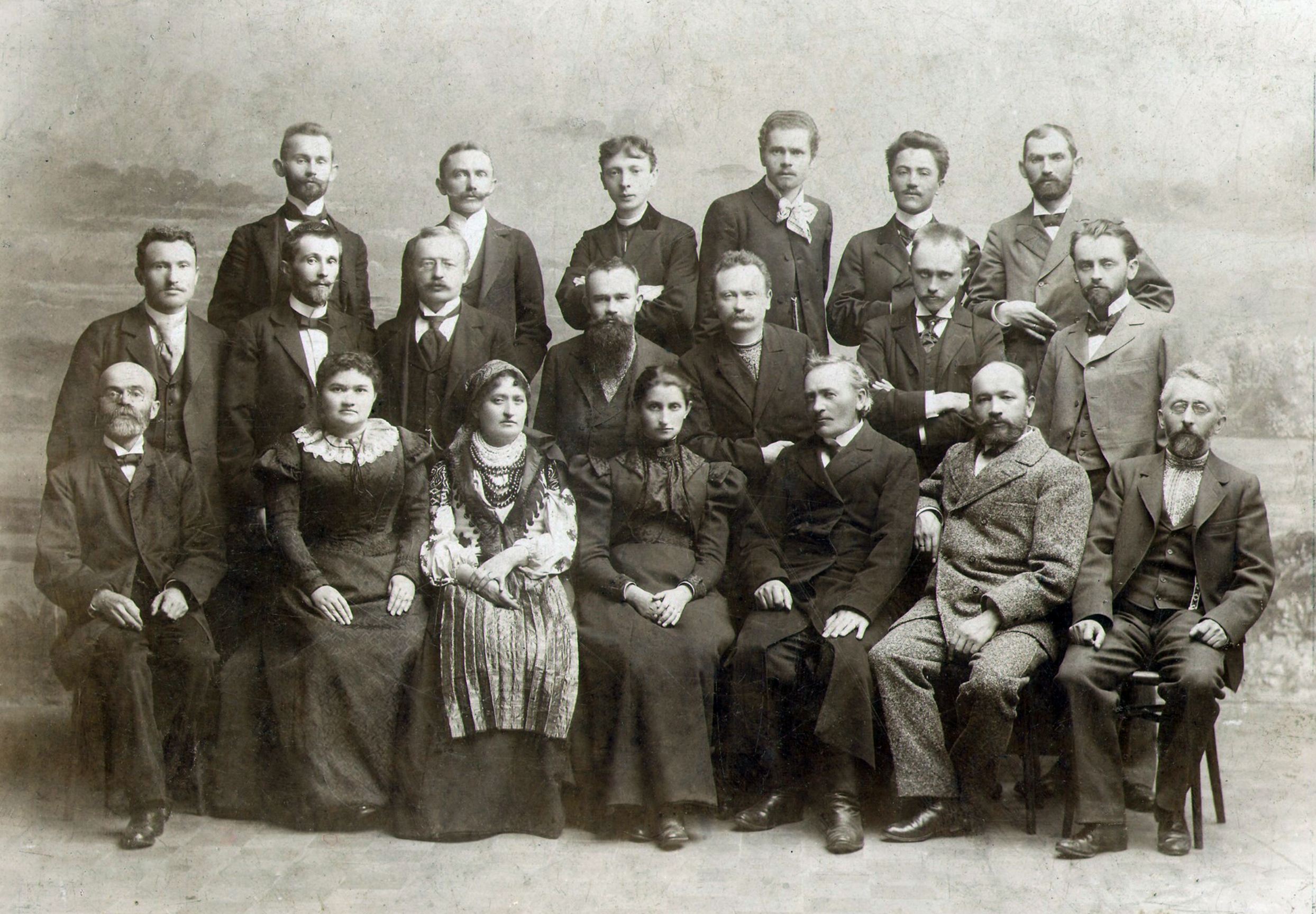
Der Vorstand und die Mitglieder der Wissenschaftlichen Gesellschaft Schewtschenko anlässlich des 100. Jahrestages der Veröffentlichung der Enejida von Iwan Kotljarewskyj, Lwiw, 31. Oktober 1898: In der ersten Reihe sitzend: Mychajlo Pawlyk, Jewhenija Jaroschynska, Natalija Kobrynska, Olha Kobyljanska, Sylvester Lepkyi, Andrij Tschajkowskyj, Kost Pankiwskyj. In der zweiten Reihe stehend: Iwan Kopatsch, Wolodymyr Hnatjuk, Ossyp Makowej, Mychajlo Hruschewskyj, Iwan Franko, Oleksandr Kolessa, Bohdan Lepkyj. In der dritten Reihe stehend: Iwan Petruschewytsch, Filaret Kolessa, Jossyp Kyschakewytsch, Iwan Trusch, Denys Lukianowytsch, Mykola Iwasjuk.

Von 1895 an lehrte er zunächst als Privatdozent, vom 1. Februar 1898 an als Assistenzprofessor und zwei Jahre darauf bis 1918 als ordentlicher Professor für Ukrainistik an der Universität Lemberg. Von 1903 bis 1905 war er außerdem Prodekan der Fakultät für Philosophie der Lemberger Universität. 1899 wurde er Vollmitglied der Wissenschaftlichen Gesellschaft Schewtschenko. Von 1902 an war er Mitglied der österreichischen Zentralkommission für Denkmalpflege in Wien. In Lemberg war er 1906 Gründer der ersten ukrainischen Volkshochschule.
Nach der Reichsratswahl 1907 wurde er als Mitglied der Ukrainischen Nationaldemokratischen Partei in der XI. und XII. Legislaturperiode (1907/1911–1918) Abgeordneter für den Bezirk Galizien 69 im Abgeordnetenhaus des Österreichischen Reichsrates und setzte sich in dieser Position für die Bildungsrechte der Ukrainer, wie das Recht auf eine ukrainische Universität, ein. In Wien war er auch 1915 Mitgründer und Vizepräsident des ukrainischen Kulturrates.
1921 leitete die diplomatische Vertretung der Westukrainischen Volksrepublik in Rom.
Nach dem Verlust der ukrainischen Unabhängigkeit emigrierte er nach Prag. Dort war er unter den ukrainischen Emigranten eine zentrale Figur und wurde einer der Gründer der Ukrainische Freie Universität, an der er auch Professor und 1921/22, 1925–1928, 1935–1937 und 1943/44 deren Rektor war. Außerdem gründete er die ukrainische Historisch-Philologische Gesellschaft und war von 1923 bis 1932 deren Vizepräsident. Zwischen 1926 und 1939 lehrte er zudem als Professor an der Prager Karls-Universität.
1945 starb er 78-jährig nach langer Krankheit im Prager Krankenhaus Bulovka.

## Werk
Oleksandr Kolessa befasste sich bei seinem literarischen und die philologischen Schaffen vorwiegend mit altukrainischen Denkmälern. Außerdem verfasste er zahlreiche Studien zur neueren ukrainischen Literaturgeschichte, insbesondere über Taras Schewtschenko, Hryhorij Kwitka-Osnowjanenko, Markijan Schaschkewytsch und Jurij Fedkowytsch, dessen Werke er 1902 edierte. Außerdem befasste er sich mit den ukrainisch-polnischen sowie den ukrainisch-tschechischen Literaturbeziehungen. Seine eigenen Dichtungen wurden in galizischen Zeitungen veröffentlicht.

## Familie
Oleksandr Kolessa war der Vater der Pianistin und Musikpädagogin Lubka Kolessa, Bruder von Iwan und Filaret Kolessa sowie Onkel des Komponisten, Dirigenten und Pädagogen Mykola Kolessa.